# Víctor Masferrer
Víctor Masferrer (Barcelona, 1980) es un artista y escultor español que ha realizado diversas exposiciones en diferentes salas de Cataluña.

## Biografía
Víctor Masferrer nació en Barcelona, pero su infancia y adolescencia las pasó en Menorca.
Con 19 años, de vuelta en Barcelona, entró a estudiar bachillerato artístico en la Escuela Massana. Una vez terminados esos estudios accedió la Universidad de Gerona donde cursó filosofía, terminando sus estudios en la Universidad de Roma "La Sapienza" y licenciándose en 2007. Un año antes había empezado a cursar otra vez en la Escuela Massana, esta vez un grado superior de escultura.
Actualmente coordina el proyecto La Volta en Gerona, una plataforma de apoyo a creadores, y colabora como docente en el "laboratorio de materialidad" de la UOC.

## Obras

### Clarianes de bosc
La colección Clarianes de bosc busca, según el artista, mostrar qué vería el árbol si levantase la vista. Para ello, Masferrer creó una serie de cámaras rudimentarias, imitando la técnica de las primeras cámaras fotográficas con madera de chopo, e instalándolas enterradas en el suelo de choperas para la industria.

### La casa digestiva
La casa digestiva es otra colección de fotografías de larga exposición. En este caso las cámaras apuntaban a lugares de la casa del artista, recogiendo la información de días o meses. Masferrer los describió como "vídeos en un solo fotograma".

### Escoltar la llum
Escoltar la llum es una pequeña escultura que sirvió como premio "mosques de la informació" 2017, que otroga el Colegio de Periodistas de Gerona

## Exposiciones

### Exposiciones individuales
- 2015: La memòria del cel (Ochi, Ciudadela)
- 2015: Trànsits (La Cova de La Volta, Gerona)
- 2014: Tacte i llum (Fundación Fita, Gerona)
- 2012: Rámlah (Museo de Historia, Gerona)
- 2011: Seqüències VII (Fundación Atrium Artis, Gerona)
- 2008: Trànsits (Soterrani d'Art (galería), Gerona)

### Exposiciones colectivas
- 2016: Celestografías (Hangar, Barcelona)
- 2015: Deus ex machina (Espai 22, Gerona)
- 2013: Derives i derivades (Casa de Cultura Les Bernardes, Salt)
- 2013: Festival Pepe Sales (Centro Cultural La Mercè, Gerona)
- 2012: Work in progress (Fundación Atrium Artis, Gerona)
- 2012: Fràgil costura (Fundación Artium Artis, Gerona)
- 2011: Rumors (Bòlit Centre d'Art Contemporani, Gerona)
- 2010: Apunts i notes (Fundación Artium Artis, Gerona)
- 2009: Projecte Radiomensió (Torre Muntadas Espai d'Art, Barcelona)
- 2009: L'ignot d'un mateix (Festival Surpas, Port-Bou)
- 2009: Escala 1:1 (intervención en el espacio público, Bañolas)
- 2008: Muestra de Artjove (Estación de Olot, Gerona)
- 2007: Pulsions (La Capella, Barcelona)
- 2007: Hylé (Escuela Massana, Barcelona)